# Petauroides volans
Petauroides volans — найбільша з сумчастих тварин, яка здатна до ширяння. Зустрічається на східному узбережжі Австралії. Ці тварини досить незграбні на землі, але дуже спритні на деревах і в польоті.

## Зовнішність і будова

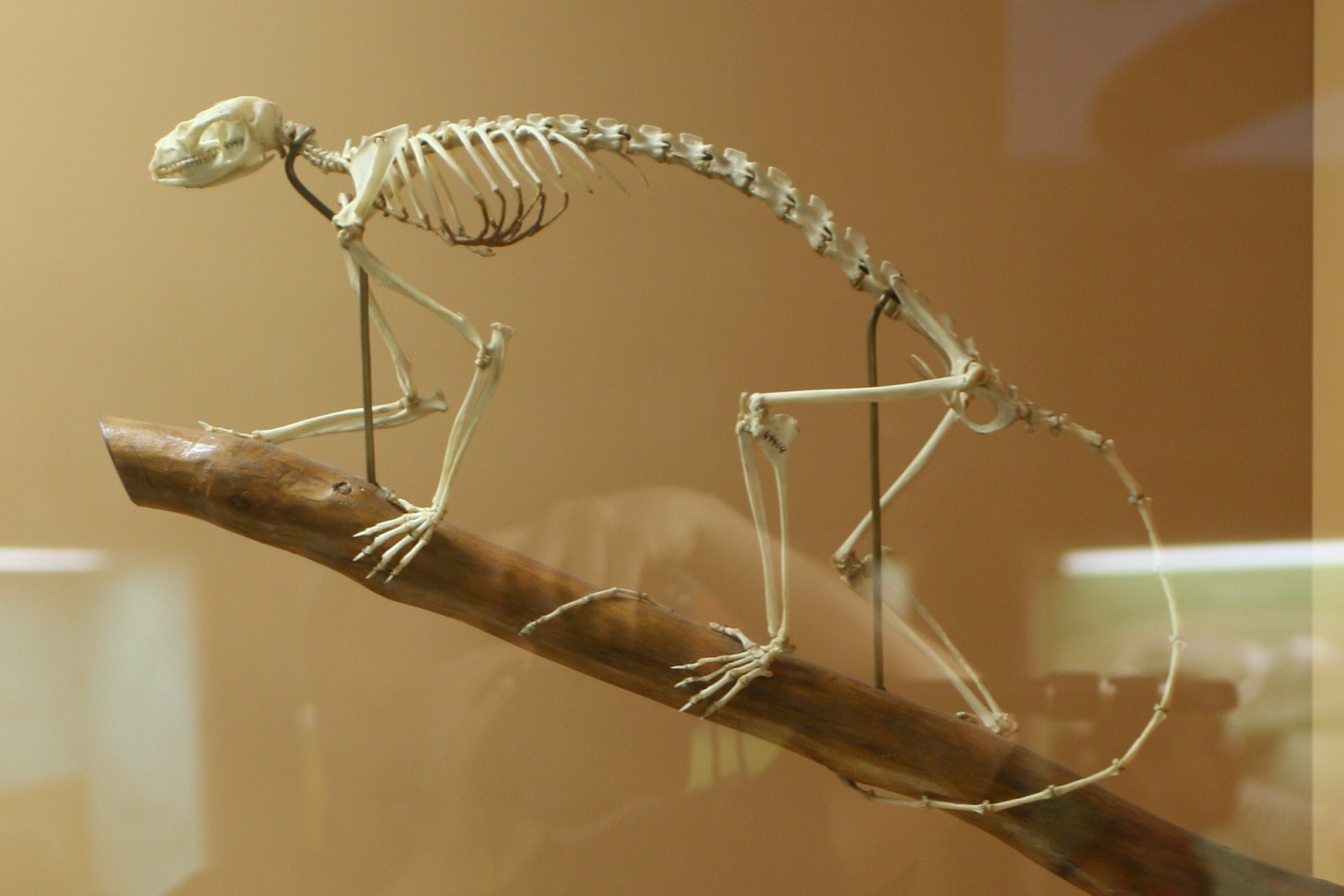
Скелет Petauroides volans

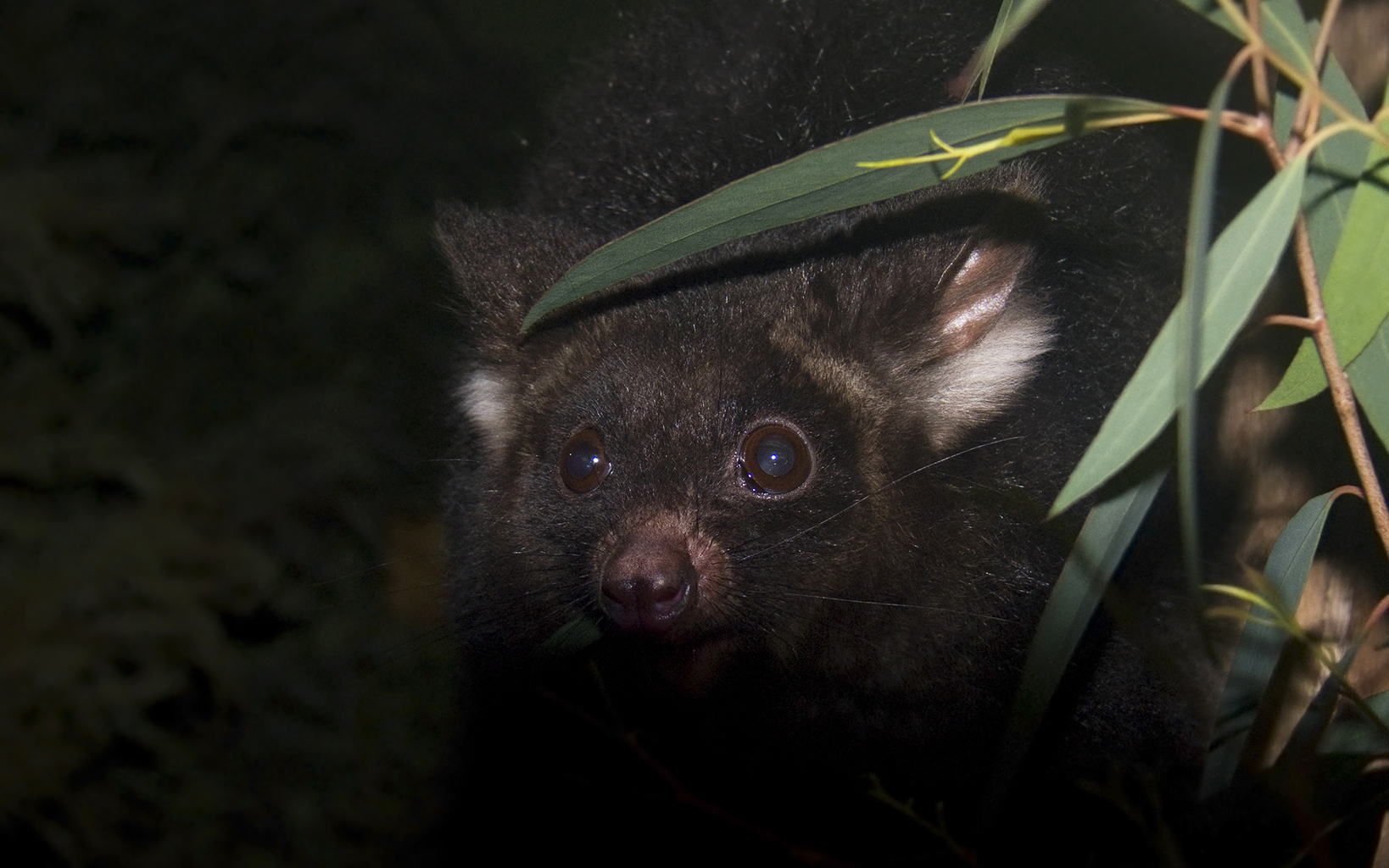
Тварина вночі

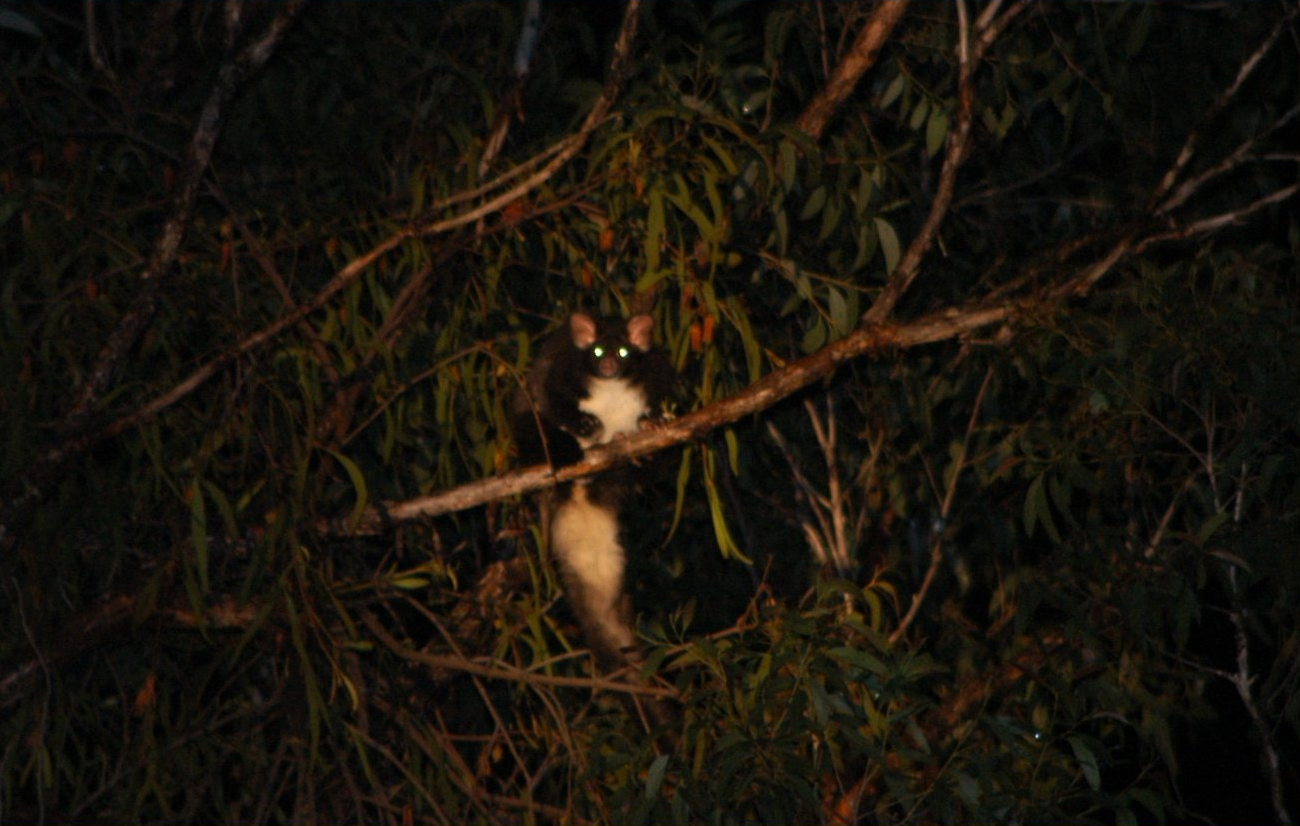
Petauroides volansу природному середовищі

Хоч Petauroides volans є найбільшим представником сумчастих, які здатні до ширяння, але це невелика тварина вагою 1—1,5 кг. Довжина голови та тулуба 30—38 см, а довгого хвоста 45—55 см. Характерною особливістю цього літуна є великі пухнасті вуха. Літальна перетинка тягнеться від коліна до ліктя, в той час як у інших сумчастих літунів від литки до зап'ястка. Через це в польоті Petauroides volans згинає передні кінцівки в ліктях, а кисті тримає під підборіддям. Силует тварини в польоті трикутний, а позаду тягнеться довгий та пухнастий хвіст, що відіграє роль керма. Тіло тварини вкрите шовковистим та густим хутром. Забарвлені вони по-різному і за варіативністю перевершують інших сумчастих. Трапляються кольори від чисто чорного зі світлою спідньою частиною тіла, коричневого, сіруватого, жовтого і навіть білого. Найпоширенішими є чорно-коричневі відтінки.
У самок є добре розвинута сумка і два соски.

## Спосіб життя
Ці тварини водяться у евкаліптових лісах і уникають вологих тропічних. Вони віддають перевагу високим деревам, що ростуть відокремлено від інших. Ведуть поодинокий спосіб життя та мають ділянки розміром біля одного-двох гектарів. Ділянки самок та самців нерідко перекриваються. Зазвичай роблять гніздо у дуплах.
Сезон розмноження розпочинається восени у березні. Серед них трапляються як моногамні так і полігамні стосунки, однак в будь-якому випадку самці ніякої участі у вихованні потомства не беруть. Від квітня до червня народжується маля, зазвичай лише одне. Дитинча до вересня сидить у матері в сумці, доростаючи до ваги близько 150 г, тобто в 1/10—1/7 дорослої особини. Потім маля перебирається самці на спину і сидить там до січня, доростаючи до приблизно 600 г, тобто його маса складає приблизно половину ваги дорослої тварини. Після цього молодий літун покидає матір і живе самостійно досягаючи статевої зрілості у два роки. У природі ці тварини живуть до 15 років.
Харчуються евкаліптовим листям яке перетравлюють завдяки бактеріям-симбіонтам, що мешкають у їх шлунках. П'ють вони дуже рідко. Через стенофагію утримувати цих тварин у зоопарках поза межами Австралії дуже складно.
Головними природними ворогами літунів є сови, оскільки це виключно деревні тварини і на землю спускаються рідко.